# Aeronáutica Nacional Republicana
La Aeronáutica Nacional Republicana (en italiano: Aeronautica Nazionale Repubblicana, abreviada como ANR) fue la fuerza aérea de la República Social Italiana durante la Segunda Guerra Mundial, estrechamente relacionada con la Luftwaffe alemana en el norte de Italia.
Originalmente fue constituida como Aeronáutica Republicana (en italiano: Aeronautica Repubblicana) el 27 de octubre de 1943, aunque un decreto del gobierno de Salò declaró que las fuerzas armadas reales deberían considerarse extintas con fecha al 8 de septiembre, y estableció el 9 de septiembre de 1943 como fecha oficial. Durante la existencia de esta fuerza aérea, aunque mantuvo una cierta autonomía, en la práctica quedó subordinada a las decisiones alemanas, lo que provocó no pocos malestares entre los aviadores y oficiales italianos. Renombrada como "Aeronáutica Nacional Republicana" en junio de 1944, sería disuelta solo unos días antes del final de la contienda.

## Aviones empleados
| Avión                  | Modelo                             | País            | Notas |
| ---------------------- | ---------------------------------- | --------------- | ----- |
| Ambrosini SAI.2S       |                                    | Reino de Italia |       |
| Ambrosini SAI.107      |                                    | Reino de Italia |       |
| AVIA FL.3              |                                    | Reino de Italia |       |
| Breda Ba.25            |                                    | Reino de Italia |       |
| Breda Ba.39            |                                    | Reino de Italia |       |
| Breda Ba.88            |                                    | Reino de Italia |       |
| Breda Ba.88            | M                                  | Reino de Italia |       |
| CANSA FC.20            | Bis                                | Reino de Italia |       |
| CANT Z.501             |                                    | Reino de Italia |       |
| CANT Z.506             | B                                  | Reino de Italia |       |
| CANT Z.511             |                                    | Reino de Italia |       |
| CANT Z.1007            | Bis                                | Reino de Italia |       |
| CANT Z.1018            |                                    | Reino de Italia |       |
| Caproni Ca.133         |                                    | Reino de Italia |       |
| Caproni Ca.164         |                                    | Reino de Italia |       |
| Caproni Ca.310         |                                    | Reino de Italia |       |
| Caproni-Vizzola F.5    |                                    | Reino de Italia |       |
| Dornier Do 217         | J-2                                | Alemania nazi   |       |
| Fieseler Fi 156        | C-2                                | Alemania nazi   |       |
| Fiat CR.32             | Bis                                | Reino de Italia |       |
| Fiat G.8               |                                    | Reino de Italia |       |
| Fiat BR.20             | M                                  | Reino de Italia |       |
| Fiat G.18              | V                                  | Alemania nazi   |       |
| Fiat G.50              | Bis                                | Reino de Italia |       |
| Fiat RS.14             | B                                  | Reino de Italia |       |
| Fiat CR.42             | AS                                 | Reino de Italia |       |
| Fiat G.12              | T                                  | Reino de Italia |       |
| Fiat G.55              | Serie I                            | Reino de Italia |       |
| Junkers Ju 87          | B-1, B-2/Trop, R-2, R-5/Trop       | Alemania nazi   |       |
| Junkers Ju 88          | A-4                                | Alemania nazi   |       |
| Macchi MC.200          |                                    | Reino de Italia |       |
| Macchi MC.202          |                                    | Reino de Italia |       |
| Macchi MC.205          | V                                  | Reino de Italia |       |
| Meridionali Ro.41      |                                    | Reino de Italia |       |
| Messerschmitt Bf 109   | F-2, G-6, G-10, G-12, G-14/AS, K-4 | Alemania nazi   |       |
| Messerschmitt Bf 110   | C-4, G-4a                          | Alemania nazi   |       |
| Nardi FN.305           |                                    | Reino de Italia |       |
| Piaggio P.108          | B                                  | Reino de Italia |       |
| Reggiane Re.2001       | Serie III                          | Reino de Italia |       |
| Reggiane Re.2002       |                                    | Reino de Italia |       |
| Reggiane Re.2005       |                                    | Reino de Italia |       |
| SAIMAN 202             |                                    | Reino de Italia |       |
| Savoia-Marchetti SM.75 |                                    | Reino de Italia |       |
| Savoia-Marchetti SM.79 |                                    | Reino de Italia |       |
| Savoia-Marchetti SM.81 |                                    | Reino de Italia |       |
| Savoia-Marchetti SM.82 |                                    | Reino de Italia |       |
| Savoia-Marchetti SM.84 |                                    | Reino de Italia |       |
| Savoia-Marchetti SM.95 |                                    | Reino de Italia |       |